# Юлия Санина
Юлия Санина (настоящо име – Юлия Александровна Голован (на украински: Ю́лія Олекса́ндрівна Голова́нь); 11 октомври 1990 г., Киев, Украйна) е украинска певица, солистка на украинската група The Hardkiss.

## Биография
Юлия Санина е родена на 11 октомври 1990 г. в Киев в семейство на музиканти. На тригодишна възраст за първи път пее на сцена, с участието на ансамбъл, воден от баща ѝ. След това изпълнява различна музика в детски шоугрупи. Също така пее соло и в джаз групи.
През 2005 г. Юлия завършва детска музикална школа по джаз и естрадно изкуство. След това влиза в Института по филология към Киевския национален университет „Тарас Шевченко“ (който завършва през юни 2013 г. с магистърска степен; специалност „Фолклор“). По време на обучението си в института се увлича по журналистиката.
От 2006 до 2008 г. е солист на групата Sister Siren.
През септември 2011 г. Юлия Санина и музикалният продуцент Валери Бебко създават поп дуета Val & Sanina. Записват пробен видеоклип и няколко песни. Една от тях – „Любовта дойде“ (текст на Роберт Рождественски, музика – Реймънд Паулс).
Скоро след това те променят имиджа и името на групата, добавят „тежест“ към звука и започват да пеят на английски – това е началото на група The Hardkiss. Валери и Юлия сами пишат музиката и текстовете. През същата есен, групата издава няколко песни и заснема дебютния си клип за песента Babylon. В края на октомври 2011, The Hardkiss се представя като подгряваща група на британците от Хъртс. До края на 2011 г. групата пуска още едно видео, наречено Dance with me, което се върти известно време по водещите украински музикални канали.
През февруари 2012 г. The Hardkiss подписва договор със Sony BMG. Екипът бързо придобива популярност и печели серия от награди в Украйна и в чужбина.
През декември 2014 г. Юлия започна да публикува в YouTube видеоблогове за живота и задкулисната работа на The Hardkiss.
През 2016 г. Санина става член на журито и наставник през седмия сезон на „X-Factor“ по канал STB. Нейните подопечни от група „Детах“ достигат до финала.
Юлия озвучава Смърфиета в украинския дублаж на анимационния филм „Смърфовете: Забравеното селце“.

## Семейство
Юлия е омъжена за Валери Бебко, творчески продуцент и китарист на The Hardkiss. Двамата не показват публично отношенията си в продължение на 5 години (от 2009 г.). Сватбата е извършена в автентичен украински стил.
На 21 ноември 2015 г. на двойката се ражда син, Даниел.

## Награди
- Победител в телевизионния конкурс „Крок до зiрок 2001“
- Лауреат на фестивала „Христос в сърцето ми“
- Лауреат на втора награда на Международния фестивал „Светът на младите 2001“ (Будапеща)
- Лауреат на фестивала „Ритми на джаза“
- Лауреат на първа награда на Международния детски фестивал „Славянски базарчик 2002“
- Лауреат на детския джаз-фестивал Атлант-М (2003, 2004)
- Финалист на телевизионния конкурс „Искам да бъда звезда“ (2006)